# Cántara
La cántara fue una medida de volumen utilizada en España que se aplicaba preferentemente para medir el vino.

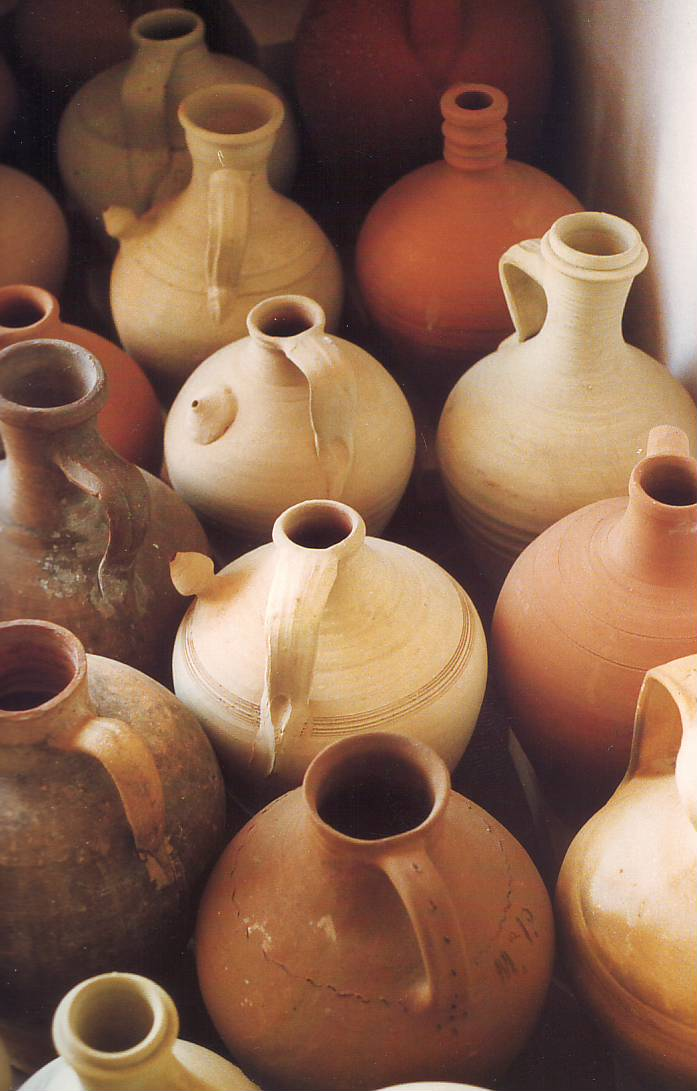
Cantarería del Museo de cerámica de Chinchilla de Montearagón.

En Aragón, doce cántaros de vino eran un alquez; cada cántaro eran ocho jarros; el jarro, dos cuartillos, y el cuartillo, cuatro copas. En Castilla, el moyo eran 16 cántaras o arrobas de vino; la cántara o arroba, 8 azumbres; la azumbre, 4 cuartillos; y el cuartillo, 4 copas; estas mismas medidas se usaban en Almería, Huelva y Jaén.
En las provincias catalanas, Lérida usaba el cántaro como medida equivalente a 12 porrones; el porrón son 4 cuartillos o patricones. En Valencia y Castellón de la Plana, un cántaro equivalía a 16 cuartillos (llamados michetas en Alicante). En Baleares, el vino se medía en cortines. 
En Extremadura, la arroba o cántara para líquidos eran cuatro cuartas, y cada cuarta, nueve cuartillos. En Galicia: La Coruña, una cántara, 8 azumbres  y  media; la azumbre, 4 cuartillos; el cuartillo, 4 copas (para  el   aguardiente, se usaba una cántara algo mayor; y en Orense, como en Castilla, se partía del moyo: 8 cántaras u  ollas; la  olla, 9 azumbres; la  azumbre, 4  cuartillos; el cuartillo,  4  copas. En Navarra, se usaba el cántaro navarro de 16  pintas; siendo la  pinta cuatro cuartillos. Las provincias no citadas seguían el sistema de medidas de Castilla.